# 巴若内特
巴若内特（法語：Bajonnette，法語發音：[baʒɔnɛt]）是法国热尔省的一个市镇，属于孔东区。

## 地理
巴若内特（43°48'32"N, 0°46'9"E）面积7.48 平方千米，位于法国奧克西塔尼大區热尔省，该省份为法国西南部内陆省份，北起顺时针与洛特-加龙省、塔恩-加龙省、上加龙省、上比利牛斯省、大西洋比利牛斯省和朗德省接壤。
与巴若内特接壤的市镇（或旧市镇、城区）包括：布吕尼昂斯、卡代扬、古茨、蒙福尔、圣布雷斯、比韦斯。

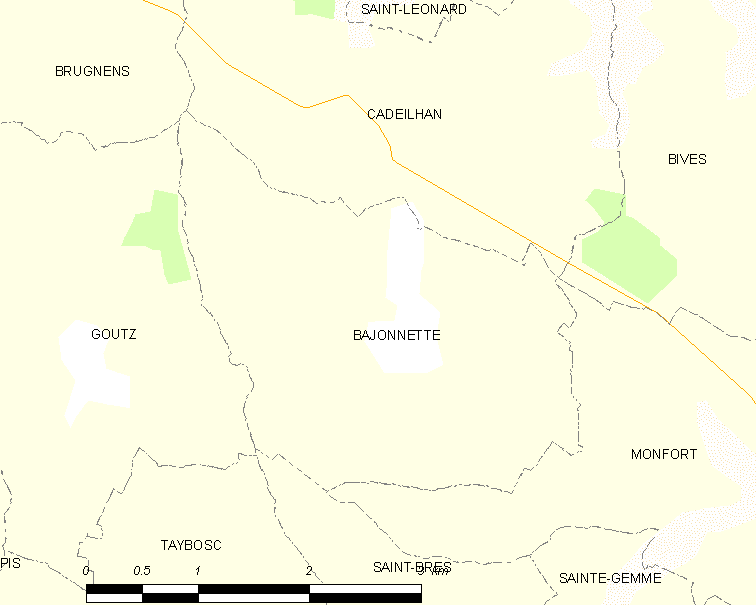
巴若内特的OSM定位图

巴若内特的时区为UTC+01:00、UTC+02:00（夏令时）。

## 行政
巴若内特的邮政编码为32120，INSEE市镇编码为32026。

## 政治
巴若内特所属的省级选区为日莫讷-阿拉茨县。

## 人口

1962-2008年间巴若内特人口变化图示

巴若内特于2022年1月1日时的人口数量为108人。